# Przeźroczkowate (Hyaloscyphaceae)
Przeźroczkowate (Hyaloscyphaceae Nannf.) – rodzina grzybów z rzędu tocznikowców (Helotiales).

## Systematyka
Pozycja w klasyfikacji według Index Fungorum:
Hyaloscyphaceae, Helotiales, Leotiomycetidae, Leotiomycetes, Pezizomycotina, Ascomycota, Fungi.
Według aktualizowanej klasyfikacji Index Fungorum bazującej na Dictionary of the Fungi do rodziny tej należą rodzaje:

- Aeruginoscyphus Dougoud 2012
- Ambrodiscus S.E. Carp. 1988
- Arbusculina Marvanová & Descals 1987
- Cheiromycella Höhn. 1910
- Chrysothallus Velen. 1934
- Ciliosculum Kirschst. 1941
- Clavidisculum Kirschst. 1938
- Dematioscypha Svrcek 1977
- Dimorphotricha Spooner 1987
- Echinula Graddon 1977
- Graddonidiscus Raitv. & R. Galán 1992
- Grahamiella Spooner 1981
- Hegermila Raitv. 1995
- Hyalopeziza Fuckel 1870
- Hyaloscypha Boud. 1885
- Hyphopeziza J.G. Han, Hosoya & H.D. Shin 2014
- Incrupila Raitv. 1970
- Mimicoscypha T. Kosonen, Huhtinen & K. Hansen 2020
- Mycoarthris Marvanová & P.J. Fisher 2002
- Polaroscyphus Huhtinen 1987
- Proprioscypha Spooner 1987
- Protounguicularia Raitv. & R. Galán 1986
- Psilocistella Svrcek 1977
- Remleria Raitv. 2004
- Resinoscypha T. Kosonen, Huhtinen & K. Hansen 2020
- Thindiomyces Arendh. & R. Sharma 1983
- Unguiculariella K.S. Thind & R. Sharma 1990
- Unguiculella Höhn. 1906[2].